# Agencja 114
Agencja 114 (niem. Dienststelle 114) – tajna agencja Organizacji Gehlena i później Bundesnachrichtendienst (BND) z czasów zimnej wojny, wykorzystywana do celów kontrwywiadowczych, służyła jako główne wejście do zachodnioniemieckiego wywiadu dla byłych nazistów.

## Powstanie
Agencja 114 została utworzona wewnątrz Organizacji Gehlena tuż po zakończeniu II wojny światowej. Stany Zjednoczone szukając informacji na temat działań sowieckich agentów w amerykańskiej strefie okupacyjnej w Niemczech, nawiązały kontakt z Reinhardem Gehlenem, który przystąpił do tworzenia agencji.

## Zimna wojna
W szczytowym okresie zimnej wojny w 1960, agencja została włączona do BND, następcy Organizacji Gehlena. Jej siedziba znajdowała się w Karlsruhe, a Zimmerle & Co, przedsiębiorstwo specjalizujące się w produkcji rolet służyło jako „przykrywka”. Oprócz działań kontrwywiadowczych wymierzonych w Sowietów, agencja rozpoczęła również monitorowanie krajowych lewicowców i pacyfistów. W tym czasie była kierowana przez Alfreda Benzingera, byłego sierżanta nazistowskiej tajnej policji wojskowej Geheime Feldpolizei. Wśród byłych nazistów, którzy pracowali w agencji, byli m.in. Konrad Fiebig i Walter Kurreck.